# Лорис Кесел
Лорис Кесел (на немски: Loris Kessel) е бивш пилот от Формула 1. Роден на 1 април 1950 година в Лугано, Швейцария.

## Формула 1
Лорис Кесел прави своя дебют във Формула 1 в Голямата награда на Испания през 1976 година. В световния шампионат записва 6 състезания като не успява да спечели точки. Състезава се за отборите на РАМ и Аполон.